# Gmina Stara Kornica
Gmina Stara Kornica es una gmina rural en el Distrito de Łosice, Voivodato de Mazovia, en el centro-oriente de Polonia. Su sede es el pueblo de Stara Kornica, que se encuentra aproximadamente a 15 kilómetros (9 millas) al noreste de Łosice y 131 km (81 millas) al este de Varsovia.
La gmina cubre un área de 119,33 kilómetros cuadrados (46,1 millas cuadradas), y a partir de 2006 su población total es de 4 917 (4 998 en 2014).

## Aldeas
Gmina Stara Kornica contiene las aldeas y los asentamientos de Czeberaki, Dubicze, Kazimierzów, Kiełbaski, Kobylany, Kornica Kolonia, Koszelówka, Nowa Kornica, Nowe Szpaki, Popławy, Rudka, Stara Kornica, Stare Szpaki, Szpaki-Kolonia, Walim, Walimek, Wólka Nosowska, Wygnanki, Wyrzyki y Zalesie.

## Gminas vecinas
Gmina Stara Kornica limita con las gminas de Huszlew, Konstantynów, Leśna Podlaska, Łosice, Platerów y Sarnaki.